# D2020 (Cher)
De D2020 is een departementale weg in het Midden-Franse departement Cher. De weg loopt van de grens met Loir-et-Cher via Vierzon en Massay naar de grens met Indre. In Loir-et-Cher loopt de weg als D2020 verder naar Orléans en Parijs. In Indre loopt de weg verder als D920 naar Châteauroux en Toulouse.

## Geschiedenis
Oorspronkelijk was de D2020 onderdeel van de N20. In 2006 werd de weg overgedragen aan het departement Cher, omdat de weg geen belang meer had voor het doorgaande verkeer vanwege de parallelle autosnelweg A20. De weg is toen omgenummerd tot D2020.